# Серапион Владимирский
Серапио́н Пече́рский, Серапион Владимирский (? — 1275) — русский проповедник и писатель, в последний год своей жизни — епископ Владимирский, Суздальский и Нижегородский.
Сведений о его жизни сохранилось мало. В летописи сообщается, что в 1274 году митрополит Кирилл поставил епископом Владимира, Суздаля и Нижнего Новгорода архимандрита (в других списках — игумена) Киево-Печерского монастыря Серапиона, а на следующий год Серапион умер. Время его игуменства в Киево-Печерском монастыре определяют 1249—1274 годами. По всей видимости, он был свидетелем разорения Киева Батыем в 1240 году.
Летопись отмечает, что он был «зело учителен и книжен», то есть начитанный в духовной литературе и известен как проповедник.
Ничего не известно о факте канонизации Серапиона, однако вплоть до XIX века в народе он почитался как заступник в тяжёлых обстоятельствах.

## Проповеди Серапиона
В науке утверждалась мысль о принадлежности Серапиону, по крайней мере, пяти наставлений.
В первом из них он призывает верующих к покаянию, напоминая им о грозных божественных наказаниях — землетрясениях (возможно, идёт речь о землетрясении 1230 года) и о нашествии иноплеменников. В XIII веке русские земли, которые ещё не избавились от нашествия Батыя, переживали период неблагополучия. Об этом трагическом времени и говорит Серапион: «Се оуже наказаеть ны богъ знаменьи, земли трясеньемь его повелѢньемь: не глаголеть оусты, но дѢлы наказаеть. ВсѢмъ казнивъ ны, богъ не отьведеть злаго обычая. НынѢ землею трясеть и колѢблеть, безаконья грѢхи многия от земля отрясти хощеть, яко лѢствие от древа. Аще ли кто речеть: „Преже сего потрясения бѢша и рати, и пожары быша же“, — рку: „Тако есть, но — что потом бысть намъ? Не глад ли? не морови ли? не рати ли многыя? Мы же единако не покаяхомъся, дондеже приде на ны языкъ немилостивъ попустившю богу; и землю нашю пусту створша, и грады наши плѢниша, и церкви святыя разориша, отца и братью нашю избиша, матери наши и сестры в поруганье быша“».

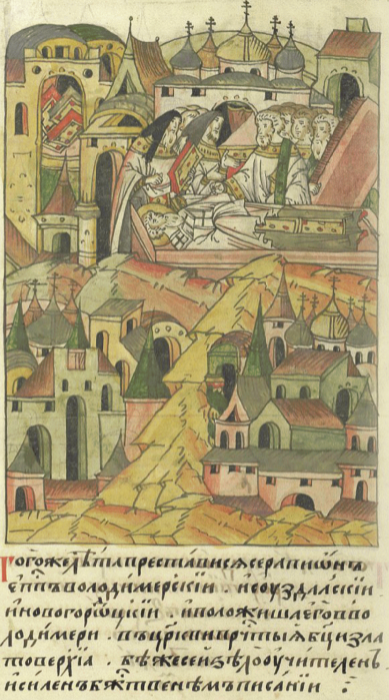
Смерть Серапиона Владимирского

Серапион призывает отказаться от несправедливого суда, от «грабленья, татбы, разбоя и нечистаго прелюбодѢиства, отлучающа вот бога, сквернословья, лжѢ, клеветы, клятвы и поклепа, иныхъ дѢлъ сотониных», только тогда, надеется проповедник, «оутѢшить ны богъ небесныи, акы сыны помилует ны, печаль земную отиметь вот нас, исходъ миренъ подаст намъ на оную жизнь».
О том же, о глупых нравах и поступках, что, по мнению Серапиона, и является причиной гнева Божьего, говорится и в другом его послании: он опять напоминает о плене земли, о захваченных городах, о трупах убитых мужчин и уведённых в плен женщинах и детях, изображая поистине трагическую картину общего несчастья: «Сие уже к 40 лѢт приближаеть томление и мука, и дано тяжькыя на ны не престануть, глади, моровое животъ нашихъ, и в сласгь хлѢба своего изъѢсти не можемъ, и въздыхание наше и печаль сушат кости наша». И опять проповедник призывает к покаянию, к отказу от глупых дел в надежде на милость Бога.
Той же теме — отображению современных ему событий — посвящено и третье «Слово» Серапиона, но всякий раз он находит всё новые и новые краски, изображая трагическую судьбу разорённой нашествием Русской земли: кровью родителей и братьев земля пропитана как водой в наводнение, исчезли крепости и сила наших князей и воевод, города опустели, заросли сорняковой травой сёла, наши богатства стали сокровищами иноплеменников.
В четвёртом и пятом наставлениях Серапион выступает против языческого обычая по наущению волхвов предавать казни людей, обвиняемых в колдовстве. Серапион осуждает эти суеверия во всеоружии своей христианской образованности: «ГдѢ сие есть въ Писаньи, еже человѢкомъ владѢти обильемъ или скудостью? подавать или дождь, или теплоту? О, неразумнии! вся богъ творит, якоже хощет; бѢды и скудость посылаеть за грѢхи наша и наказая насъ, приводя на покаянье».
В «Слове о маловерии» Серапион сетует, что в отличие от язычников, которые не убивают единоверных своих, не грабят, не обманывают, не клевещут и не воруют, его христианские современники исполнены неправды и зависти, немилосердия; своих же братьев грабят, убивают, продают язычникам: «Поганин бо, закона Божия не ведуще, не убивают единоверних своих, ни ограбляют, ни обадят, ни поклеплют, ни украдут, не заряться чужаго; всяк поганый брата своего не продаст; но, кого в них постигнет беда, то искупят его и на промысл дадуть ему; а найденая в торгу проявляют; а мы творимся, вернии, во имя Божие крещени есмы и, заповеди его слышаще, всегда неправды есмы исполнени и зависти, немилосердья; братью свою ограбляем, убиваем, в погань продаем; обадами, завистью, аще бы мощно, снели друг друга, но вся Бог боронит. Аще велможа или простый, то весь добытка жалает, како бы обидети кого».
Наставлениям Серапиона свойственна высокая художественная ценность: изысканное мастерство риторики объединяется в них с необычной простотой и яркостью языка, эмоциональность с искренностью. Наставление Серапиона — не только феномен литературы, но и живое свидетельство трагических событий, отображения болезненных размышлений о причинах неслыханных несчастий, которые обрушились на Русскую землю и русский народ, который взывал к Богу о помощи. Творчество Серапиона как бы знаменовало собой сохранение в послемонгольский литературе лучших традиций торжественного и учительского красноречия Киевской Руси XII века.